# Sultan Madjid Ganizade
Sultan Madjid Ganizade(en azéri : Sultan Məcid Murtuzəli oğlu Qənizadə, né en avril 1866 à Chamakhi, province de Bakou, et mort le 22 mars 1938, est un enseignant, écrivain, traducteur, journaliste.

## Biographie
Sultan Madjid Ganizade est né dans une famille de commerçants. Diplômé de l'Institut d'Alexandrie à Tiflis (1887), il  était engagé pendant longtemps dans des activités d'enseignement. En 1887 il ouvre une école élémentaire « russo-musulmane » à Bakou, dont il est le directeur. Il devient inspecteur des écoles publiques de la province de Bakou et de la région du Daghestan.

## Œuvre
En 1888, avec G.Mahmudbekov et N. Veliyev, il organise une troupe de théâtre azerbaïdjanaise permanente à Bakou et en devient l'un des metteurs en scène. En 1897, il amène l'acteur Huseyn Arablinsky dans la troupe.
Sultan Madjid Ganizade est l’auteur du roman Lettres de Cheyda-bek Chirvani" (1898-1900), de l'histoire "La peur de Dieu (1906) et d'autres œuvres dans lesquelles il peint des images de la vie difficile du peuple, critique l'injustice sociale et l'ignorance , et insiste sur la nécessité d'éducation. Il traduit des classiques russes, géorgiens et arméniens en azerbaïdjanais, compile le Dictionnaire russo-tatare (1902), Dictionnaire phraséologique d'Azerbaïdjan (1904).

## Activité politique
En 1917 il adhère au parti Ittihad. Il était l'un de ses dirigeants, membre du Conseil national d'Azerbaïdjan, vice-président du Parlement de la République démocratique d'Azerbaïdjan en 1918-1920.
En 1937, il est illégalement réprimé et réhabilité à titre posthume.